# Jesper Modin
Jesper Modin, född 4 juni 1988 i Sundsvall, är en svensk före detta längdskidåkare. Modin representerade under sin aktiva karriär klubbarna Piteå Elit och Selånger SOK. Modins största framgång på seniornivå är en tredjeplats i världscupen i sprinttävlingen i Rogla den 19 december 2009. Bland övriga meriter finns ett junior-VM-guld i stafett och ett junior-VM-silver i sprint. Säsongen 10/11 slutade han 3:a i sprintcupen.
Modin vann ett SM-guld i sprint den 5 februari 2011 under SM-veckan 2011 i Sundsvall.
Den 7 april 2016 meddelade Modin att han avslutar karriären.

### Fotnoter
1. ↑  Björn Nordling (7 april 2016). ”Jesper Modin lägger av”. SVT Sport. http://www.svt.se/sport/vintersport/jesper-modin-lagger-av/. Läst 8 april 2016.